# William Cavendish (1720-1764)
William Cavendish, IV duque de Devonshire (8 de mayo de 1720-2 de octubre de 1764), tratado como Lord Cavendish antes de 1729 y como marqués de Hartington entre 1729 y 1755, fue un político whig y estadista británico que ocupó brevemente el cargo de primer ministro de Gran Bretaña. Fue el primer hijo de William Cavendish, tercer duque de Devonshire y su esposa, Lady Catherine (de soltera Hoskins).

## Inicios de su carrera
Fue elegido parlamentario por Derbyshire en 1741 y 1747, pero dejó la Cámara de los Comunes por la de los Lores en 1751 por un recurso de aceleración como barón Cavendish y fue investido como consejero privado. Fue Lord Teniente de Irlanda desde el 2 de abril de 1755 hasta el 3 de enero de 1757, cuando fue sucedido por John Russell.

## Primer ministro
Después de heredar de su padre los títulos de noble (principalmente el ducado de Devonshire), se le concedió el de caballero de Orden de la Jarretera y fue nombrado primer Lord del Tesoro (en inglés First Lord of the Treasury, figura que la mayoría de los historiadores consideran como la antecesora a la figura de primer ministro) desde noviembre de 1756, hasta mayo de 1757 en una administración dirigida realmente por William Pitt (el Viejo). La administración fue finalmente destituida por una variedad de razones, entre ellas la oposición del rey Jorge II y la presunta gestión inadecuada del juicio y la ejecución del almirante John Byng (que falló en la defensa de la isla de Menorca ante los franceses en la guerra de los Siete Años). Fue reemplazado por el ministerio de Thomas Pelham-Holles encabezada por el propio Thomas e incluyendo a Pitt, Henry Fox y John Russell. Este gobierno dirigió Gran Bretaña durante la mayor parte de la guerra de los Siete Años llevando al país a la victoria final.

## Últimos años
En 1762, fue nombrado miembro del Consejo Privado de Irlanda. Tenía una salud frágil y poco a poco se fue acrecentando durante esos años, hasta que finalmente murió en los Países Bajos austriacos donde había ido a tomar las aguas en Spa. Su muerte fue una gran pérdida política de sus aliados, los magnates whig, incluido el propio Thomas.

## Familia
Se casó con lady Charlotte Elizabeth Boyle (1731-1754), VI baronesa de Clifford, hija y heredera de Richard Boyle, un famoso arquitecto y coleccionista de arte. A través de ella, heredó en Devonshire, Chiswick House y Burlington House en Londres; la abadía de Bolton y Londesborough Hall en Yorkshire, y el Castillo de Lismore en el condado de Waterford en Irlanda. Contrató a Capability Brown para que reformara el jardín y el parque de Chatsworth House, su residencia principal; y a James Paine para que diseñara sus nuevos establos.

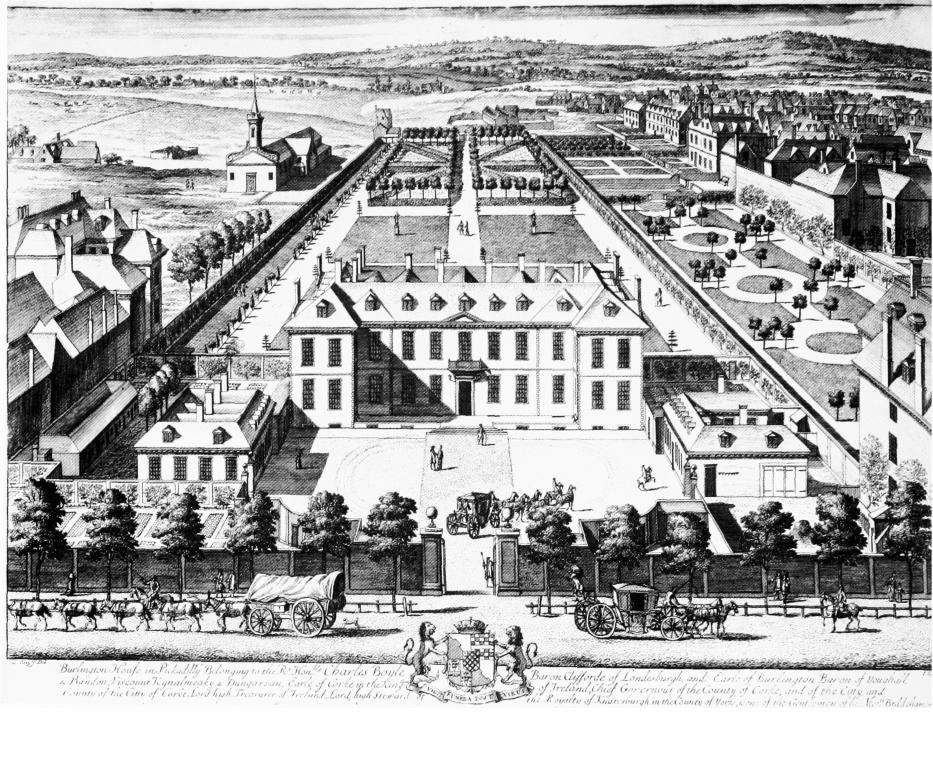
Grabado de Burlington House en la década 1690.
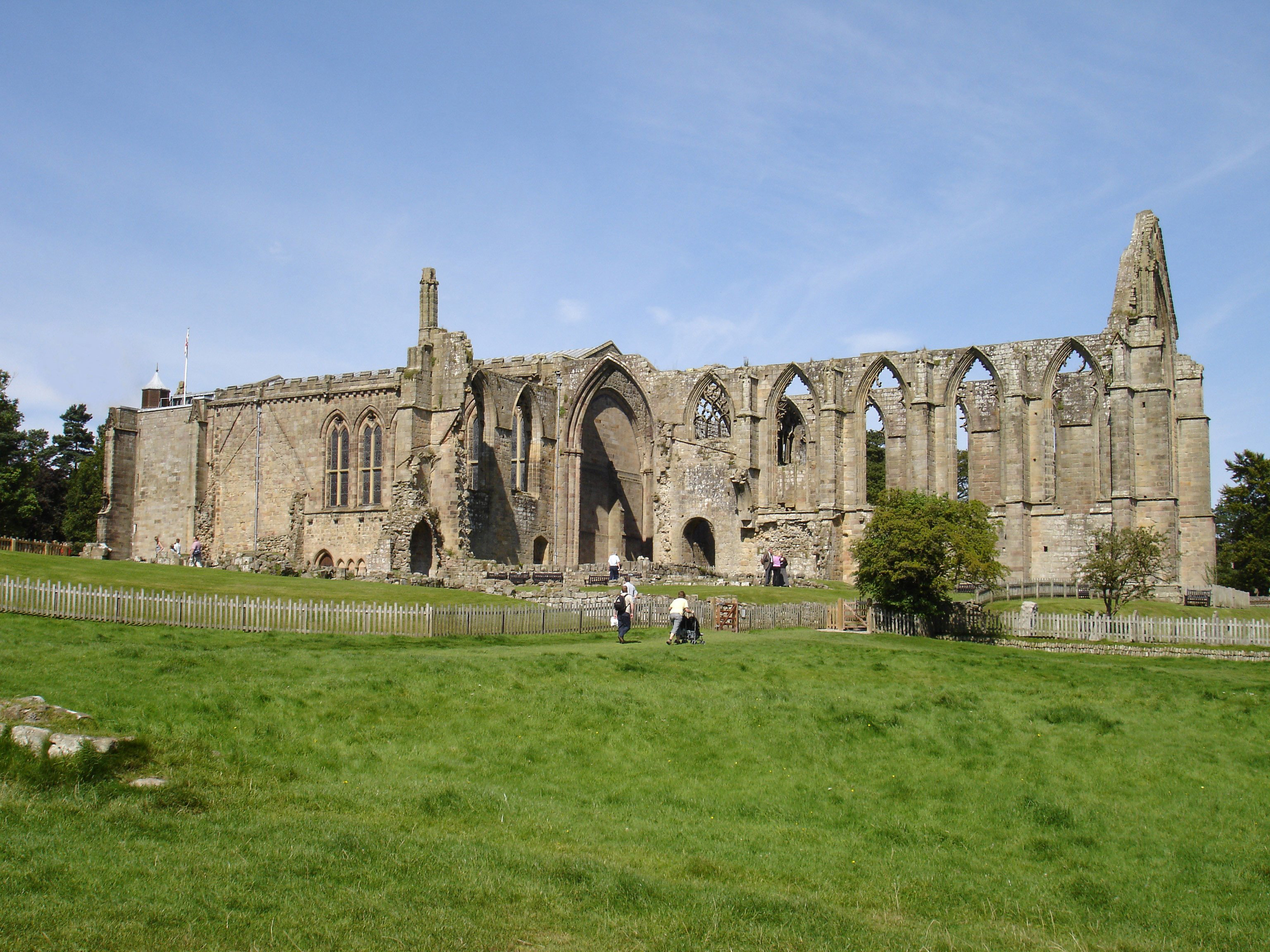
Las ruinas del antiguo convento de Bolton.
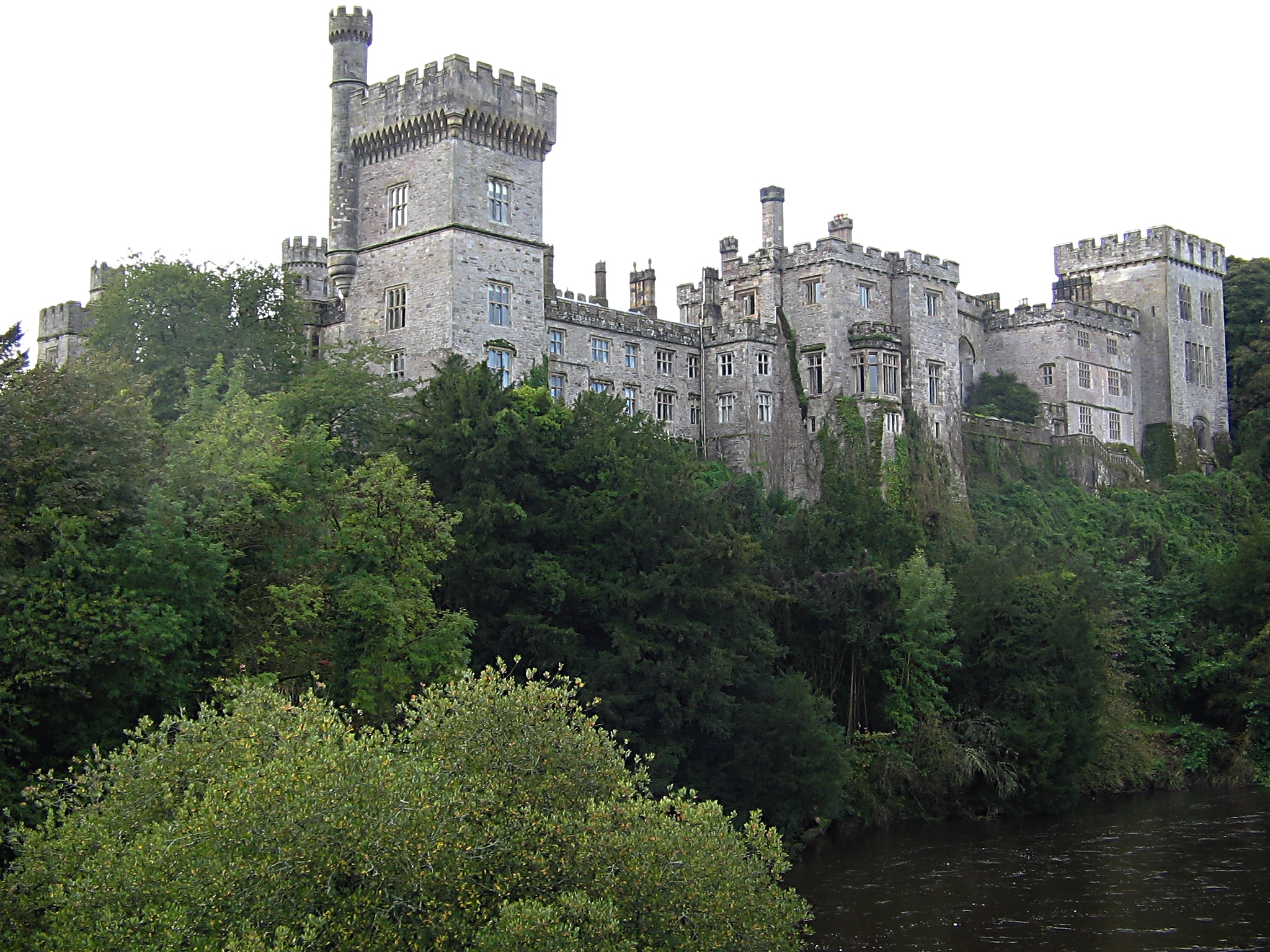
Castillo de Lismore

La pareja tuvo cuatro hijos:
- William (1748-1811).
- Lady Dorothy Cavendish (27 de agosto de 1750-3 de junio de 1794), casada con William Cavendish-Bentinck, III duque de Portland, que también llegaría a primer ministro.
- Lord Richard Cavendish (1752-1781).
- George Augustus Henry Cavendish (1754-1834), nombrado I conde de Burlington (de segunda creación), cuyo nieto sería el VII duque de Devonshire.

## Títulos y distinciones
- Lord Cavendish de Hardwick (1720-1729).
- Marqués de Hartington (1729-1741).
- Marqués de Hartington, primer ministro (1741-1751).
- El reverendísimo honorable marqués de Hartington (1751-1755).
- Su graciosidad, el duque de Devonshire, consejero privado (1755-1756).
- Su graciosidad, el duque de Devonshire, caballero de la Orden de la Jarretera y consejero privado (1756-1764).